# پرژرو
پْرْژ ِرُو (به چکی: Přerov) شهری در منطقه اولوموتس کشور جمهوری چک است که جمعیت آن در سال ۲۰۰۷ میلادی ۴۶٫۹۱۲ نفر بوده‌است.